# 萬寶路牛仔

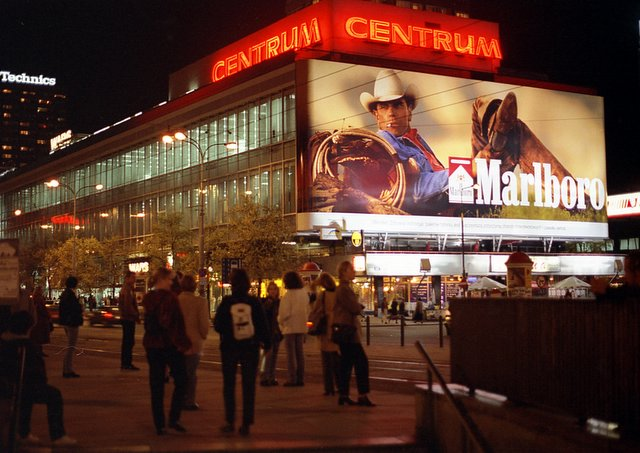
萬寶路於華沙的大型廣告板（攝於2000年）

萬寶路牛仔，是菲利普莫里公司旗下美國香煙品牌萬寶路，於其廣告中使用的虛構角色，由廣告界巨擘李奥·贝纳於1954年創造出來。其美國西部及男性化的特質成功改變了當時大眾對吸煙呈女性化的刻板印象。
其使用對銷售產生了非常顯著和直接的影響。1955年，當萬寶路牛仔活動開始時，銷售額為50億美元。到1957年，銷售額已達到200億美元，兩年內增長了300%。菲利普莫里公司通過萬寶路牛仔活動輕鬆轉移了民眾對吸煙危害健康的關注，突出了大機構透過行銷來影響和操縱公眾的強大能力。

## 外部連結
- Death in the West (1983) at QuitSmokingMessageBoard
- Death in the West (1983) at YouTube: Part 1 of 4, Part 2 of 4 （页面存档备份，存于）, Part 3 of 4 （页面存档备份，存于）, Part 4 of 4 （页面存档备份，存于）
- The Life photo of C. H. Long （页面存档备份，存于）
- UCSF Tobacco Industry Videos Collection